# 저승에서 온 딸
《저승에서 온 딸》(영어: Audrey Rose)은 미국에서 제작된 로버트 와이즈 감독의 1977년 심리 공포 스릴러 드라마 영화이다. 마샤 메이슨, 앤서니 홉킨스 등이 출연하였고, 조 위잰 등이 제작에 참여하였다.

## 출연진
- 마샤 메이슨
- 앤서니 홉킨스
- 존 벡
- 수전 스위프트
- 노먼 로이드
- 존 힐러먼
- 아이비 존스
- 로버트 월든
- 스티븐 펄먼
- 메리 잭슨
- 리처드 로슨

## 기타 제작진
- 미술: 해리 호너